# 賃借対照表
もしかして
- 貸借対照表

ではありませんか？